# 茨維塞爾巴赫羅斯科格爾山
茨維塞爾巴赫羅斯科格爾山（德語：Zwieselbacher Rosskogel），是奧地利的山峰，位於該國西部，由蒂羅爾州負責管轄，屬於斯圖拜阿爾卑斯山脈的一部分，海拔高度3,081米，每年平均降雨量1,666毫米，人類在1881年8月23日首次登頂。